# Planes (film)
Planes is een Amerikaanse animatiefilm uit 2013 geregisseerd door Klay Hall. De film werd uitgebracht door Walt Disney Pictures met de stem van Dane Cook als Dusty, een sproeivliegtuigje met hoogtevrees in de wereld van Cars. Het is de eerste film van de Planes-trilogie.

## Verhaal
Het sproeivliegtuigje Dusty droomt ervan mee te doen aan een luchtrace rond de wereld. Alleen, het probleem is dat Dusty niet geschikt is om te racen en hij heeft ook last van hoogtevrees. Maar met hulp van zijn mentor Skipper weet Dusty zijn angst te overwinnen en te zich te kwalificeren voor de grote race.

## Rolverdeling

### Originele versie
| Acteur                 | Personage                |
| ---------------------- | ------------------------ |
| Dane Cook              | Dusty                    |
| Stacy Keach            | Skipper Riley            |
| Priyanka Chopra        | Ishani                   |
| Danny Mann             | Sparky                   |
| Brad Garrett           | Chug                     |
| Teri Hatcher           | Dottie                   |
| Cedric the Entertainer | Leadbottom               |
| Julia Louis-Dreyfus    | Rochelle                 |
| Roger Craig Smith      | Ripslinger               |
| Gabriel Iglesias       | Ned en Zed               |
| John Cleese            | Bulldog                  |
| Carlos Alazraqui       | El Chupacabra            |
| Val Kilmer             | Bravo                    |
| Anthony Edwards        | Echo                     |
| Colin Cowherd          | Colin Cowling            |
| Sinbad                 | Roper                    |
| Oliver Kalkofe         | Franz / Von Fliegenhosen |
| Brent Musburger        | Brent Mustangburger      |

### Nederlandse versie
| Acteur                | Personage                |
| --------------------- | ------------------------ |
| Huub Dikstaal         | Dusty                    |
| Arnold Gelderman      | Skipper Riley            |
| Maurits Delchot       | Teug                     |
| André Kuipers         | Bravo                    |
| Frank Versteegh       | Echo                     |
| Pieter Derks          | Sparky                   |
| Sanne Wallis de Vries | Dottie                   |
| Humphrey Campbell     | Loodbodem                |
| Carolina Dijkhuizen   | Ishani                   |
| Lizemijn Libgott      | Rochelle                 |
| Ad Knippels           | Ripslinger               |
| Ewout Eggink          | Ned                      |
| Jim de Groot          | Zed                      |
| Rob van de Meeberg    | Bulldog                  |
| Frans van Deursen     | El Chupacabra            |
| Jeroen Keers          | Brent Mustangburger      |
| Wilbert Gieske        | Colin Koppeling          |
| Fred Meijer           | Roper                    |
| Florus van Rooijen    | Franz / Von Fliegenhosen |
| Hilde de Mildt        |                          |
| Rogier Komproe        |                          |

### Vlaamse versie
| Acteur                  | Personage                |
| ----------------------- | ------------------------ |
| Dieter Troubleyn        | Dusty                    |
| Marc Peeters            | Skipper Riley            |
| Hubert Damen            | Teug                     |
| Bert Gabriëls           | Bravo                    |
| Henk Rijckaert          | Echo                     |
| Sven De Ridder          | Sparky                   |
| Charlotte Vandermeersch | Dottie                   |
| Eddy Vereycken          | Loodbodem                |
| Amaryllis Uitterlinden  | Ishani                   |
| Eline De Munck          | Rochelle                 |
| Axel Daeseleire         | Ripslinger               |
| Roel Vanderstukken      | Ned                      |
| Peter Van De Velde      | Zed                      |
| David Davidse           | Bulldog                  |
| Pieter Embrechts        | El Chupacabra            |
| Lieven Scheire          | Brent Mustangburger      |
| Begijn le Bleu          | Colin Koppeling          |
| Govert Deploige         | Roper                    |
| David Verbeeck          | Franz / Von Fliegenhosen |